# Kystsikring
Kystsikring omfatter aktiviteter og anlæg, som skal afbøde kysterosion.
Der tales om aktiv og passiv kystsikring. Ved passiv kystsikring bygger man strukturer og anlæg, der siden blot skal vedligeholdes. Ved aktiv kystsikring udfører man løbende en aktivitet. Udgiftsprofilen over tid er således særdeles forskellig.
Aktiv kystsikring omfatter bl.a. kystfodring, hvor man suger sand op fra havbunden og placerer det på stranden eller i det lave vand. Passiv kystsikring omfatter bl.a. høfder og bølgebrydere.

## Ekstern henvisning
- Kystbeskyttelse Arkiveret 8. december 2015 hos  Wayback Machine Kystdirektoratet